# George Sitwell

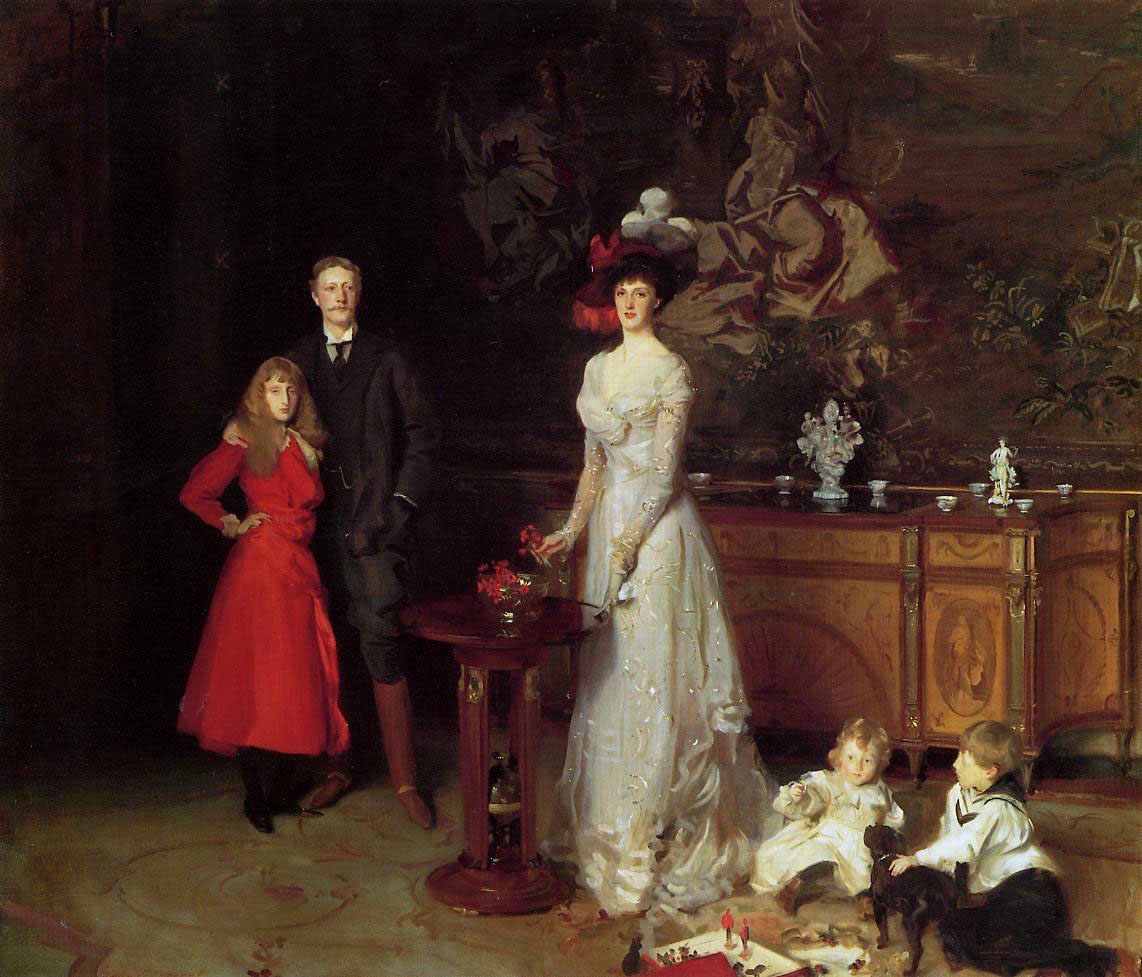
John Singer Sargent: von links nach rechts Edith, Sir George, Ida, Sacheverell und Osbert, Öl auf Leinwand, um 1900

Sir George Reresby Sitwell, 4. Baronet (* 27. Januar 1860 in London; † 9. Juli 1943 in Locarno) war ein britischer Sachbuchautor und Politiker. Er ist heute vor allem wegen seiner drei Kinder Osbert, Edith und Sacheverell bekannt, die im London der 1920er Jahre Zentrum eines avantgardistischen kulturellen Zirkels waren.

## Leben
George Sitwell wurde in London geboren. Er war Sohn von Sir Sitwell Reresby Sitwell, 3. Baronet, und seiner Frau Louisa Lucy Hutchinson, Tochter des Hon. Henry Hely Hutchinson und Nichte des 3. Earl of Donoughmore. Sitwells Vater starb bereits 1862 und George Sitwell erbte von ihm den Titel eines Baronets, of Renishaw in the County of Derby, im Alter von zwei Jahren.
Sitwell besuchte das Eton College und studierte nach dessen Abschluss an der Universität Oxford. Er diente als Offizier der West Yorkshire Yeoman Cavalry (ab 1889 umbenannt zu Yorkshire Dragoons) und erreichte dort den Rang eines Captain. Später wurde er Lieutenant-Colonel und Kommandeur des 2nd Voluntary Battalion des Yorkshire Regiment.
Von 1885 bis 1886 sowie von 1892 bis 1895 war er als Abgeordneter für den Wahlkreis Scarborough in North Yorkshire Mitglied des britischen House of Commons. 1898 hatte er das Amt des High Sheriff von Derbyshire inne und er fungierte zeitweise als Justice of the Peace für Scarborough und Derbyshire.
Sitwell war ein begeisterter Sammler von Antiquitäten und arbeitete unter anderem an einer Geschichte seiner Familie. Er gab unter anderem einen Band The Letters of the Sitwell and Sacheverells (Die Briefe der Familie Sitwell und Sacheverell) heraus. Seine Sammlung an Büchern und Papieren war so umfangreich, dass ihm nachgesagt wurde, sie fülle sieben Räume des großen Familiensitzes Renishaw Hall in Derbyshire. Der an Gartenbau und der historischen Entwicklung von Gärten interessierte Sitwell befasste sich während langer Italienreisen ausführlich mit Gartendesign und ließ die Gärten seines Familiensitzes entsprechend umgestalten.
Grund für seine langen Italienreisen war seine vollständig zerrüttete Ehe. George Sitwell hatte um die Hand der zu dem Zeitpunkt 17-jährigen Ida Emily Augusta Denison († 1937) angehalten, nachdem er ihr zuvor erst zwei Mal beim Mittagessen begegnet war. Ihm war bis zur Hochzeit nicht bewusst, dass die dem damaligen Schönheitsideal so entsprechende lebhafte Tochter des 1. Earl of Londesborough und Enkelin des 7. Duke of Beaufort, vermutlich auf Grund einer Erkrankung in der Kindheit, geistig erheblich eingeschränkt war. Sie war kaum des Schreibens fähig, war nicht in der Lage, Zahlen zu multiplizieren, konnte mit abstrakten Werten wie Geld nicht umgehen und wurde bereits in den ersten Jahren ihrer Ehe zum Alkoholiker. In einem Gerichtsprozess im Jahre 1915 sagte George Sitwell über seine Ehefrau aus:

„Sie war 17 Jahre alt als ich sie heiratete. Es war offensichtlich, dass ihre Erziehung vernachlässigt worden war, aber ich war mir sicher, dass sich ihr Verstand und ihr Charakter entwickeln würde, wenn sie einmal ihre bisherige Umgebung verlassen würde. Seit Beginn der Ehe ist sie jedoch vollständig unfähig, den Wert von Geld einzuschätzen. Sie hat Geschäftsangelegenheiten niemals durchschaut und ist sich nicht bewusst, welche Verbindlichkeiten sie von Zeit zu Zeit eingeht.“

Ausgesprochen verschwendungssüchtig verschuldete Ida sich immer wieder und verbrachte, nachdem sich George Sitwell nach einem besonderen Exzess geweigert hatte, ihre Schulden zu begleichen, im Jahre 1915 drei Monate im Gefängnis. Als George Sitwell sich nach der Verurteilung bemühte, diese Haftstrafe abzuwenden, war dies nicht mehr möglich. Eine Scheidung hätte zur gesellschaftlichen Ausgrenzung geführt. Alle drei Kinder des Ehepaars litten erheblich unter der schwierigen Beziehung ihrer Eltern und solidarisierten sich frühzeitig mit einem der beiden Ehepartner. Die Inhaftierung der Mutter verstärkte den Zusammenhalt der drei Geschwistern Edith, Sacherevell und Osbert. Für den ältesten Sohn und Erbe Osbert verstärkte der Vorfall den Hass auf den Vater.
1909 erwarb George Sitwell in der Nähe von Florenz das Castello di Montegufoni, das weitgehend zerstört war. Über die nächsten drei Jahrzehnte baute er diesen italienischen Palast entsprechend dem ursprünglichen Entwurf wieder auf und lebte dort ab dem Jahre 1925. Gegenüber dem Erzbischof von Canterbury und dem britischen Schatzmeister erläuterte er sein Verlassen Großbritanniens mit den dortigen hohen Steuern. Er blieb auch nach dem Ausbruch des Zweiten Weltkriegs in Italien, zog dann 1942 in die Schweiz um und starb dort 1943 im Alter von 83 Jahren in Locarno. Er war 81 Jahre und 89 Tage lang ein britischer Baronet, länger als seine drei Vorgänger zusammen und eine der längsten Zeit, die sich eine Person mit diesem Titel schmücken durfte.

## Werke
Sitwell arbeitete an mehreren Werken, die wegen seiner Obsession mit Details jedoch selten zu Ende geführt wurden.
- On the Making of Gardens.
- Herausgeber: The Letters of the Sitwell and Sacheverells

## Einzelbelege
1. ↑  Debretts Guide to the House of Commons 1886
2. ↑  Tim Harris: Eccentric patriarch with slender grip on reality. In: The Age, Januar 2003, abgerufen am 6. März 20126
3. ↑  Sitwell: Renishaw Hall, The Story of the Sitwells S. 101
4. ↑  Sitwell: Renishaw Hall. The Story of The Sitwells. S. 153.
5. ↑  Sitwell: Renishaw Hall. The Story of the Sitwells, S. 154.
6. ↑  Sitwell: Renishaw Hall. The Story of The Sitwells, S. 155.

| Vorgänger       | Amt                             | Nachfolger     |
| --------------- | ------------------------------- | -------------- |
| Sitwell Sitwell | Baronet (of Renishaw) 1862–1948 | Osbert Sitwell |

| Personendaten    | Personendaten                           |
| ---------------- | --------------------------------------- |
| NAME             | Sitwell, George                         |
| ALTERNATIVNAMEN  | Sitwell, Sir George Reresby, 4. Baronet |
| KURZBESCHREIBUNG | britischer Sachbuchautor und Politiker  |
| GEBURTSDATUM     | 27. Januar 1860                         |
| GEBURTSORT       | London                                  |
| STERBEDATUM      | 9. Juli 1943                            |
| STERBEORT        | Locarno                                 |